# Thomas W. Campbell
Thomas Warren Campbell, född 1944, är en amerikansk fysiker, författare och medvetandefilosof. Han är författare till trilogin My Big T.O.E. (Theory of Everything), ett verk som utger sig för att förena relativitetsteorin, kvantmekanik och metafysik med medvetandet. Teorin baseras på antagandet att verkligheten både är virtuell och subjektiv. Campbell håller med filosofer såsom Hans Moravec och Nick Bostrom, Brian Whitworth och Marcus  Arvan, vilka ser det som troligt att verkligheten i grund och botten är en datasimulering,. Campbell drar från dessa teorier slutsatsen att verkligheten utvecklats från en "digital big bang". Campbell har lagt ut videor på youtube, vilka fått stor spridning. Han håller också föredrag om teorin på konferenser om medvetande.